# Palazzo Senatorio
Palazzo Senatorio ou Palazzo dei Senatori é um palácio de Roma, Itália, localizado na piazza del Campidoglio, entre o Palazzo dei Conservatori e o Palazzo Nuovo, no rione Campitelli de Roma. De frente para o Fórum Romano, é atualmente a sede da Comuna de Roma. Os três palácios e mais o Tabulário e a Centrale Montemartini abrigam os Museus Capitolinos, um dos mais importantes e visitados museus da cidade.
Seu nome é uma referência ao fato de ele ter abrigado, de forma quase ininterrupta, por quatro séculos, a sede da magistratura eletiva romana, os chamados "senadores" (em italiano:  senatore), um grupo que, juntamente com os "conservadores" (em italiano:  conservatori), governavam a cidade de Roma. 

## História
Este palácio foi construído sobre as ruínas do antigo Tabulário, um edifício que era o arquivo estatal do Império Romano, um dos últimos remanescentes da era republicana. Graças à indiscutível solidez da estrutura e de sua posição elevada, durante a Alta Idade Média, foi a residência da família baronal dos Corsi, que fortificaram o local. No século XII, passou a ser a sede da comuna medieval e foi utilizado como residência do senador administrador, nomeado para administrar a cidade.
No final da Idade Média, o palácio era um edifício ameiado no alto da colina, construído com tufo e tijolos, ladeado por quatro torres construídas em épocas diferentes, das quais são visíveis atualmente apenas as duas que estão de fronte para o Fórum.
Em 1538, o papa Paulo III Farnese decidiu reorganizar completamente o complexo todo, entregando o projeto e as obras a Michelangelo. Ele alterou a orientação do palácio, virando-o para a cidade baixa, onde a vida da cidade se concentrava na época, e dirigiu as obras entre 1541 e 1544. Depois de sua morte, as obras continuaram sob a direção de Giacomo Della Porta, que completou a fachada em 1605. As obras do novo palácio continuaram por toda a primeira metade do século XVII e a pavimentação da praça só foi completada em 1940.

## Palácio
De frente para a Cordonata Capitolina e para a praça, está uma fonte encimada por um grupo de esculturas composto por uma "Minerva" no centro, que depois se transformou na deusa "Roma", e das figuras colossais dos rios Nilo, à esquerda do observador, e Tibre, à direita, ambas provenientes do Templo de Serápis no Quirinal.
No palácio está um campanário reconstruído com base num projeto de Martino Longhi, o Velho, depois que a torre medieval original, com 35 metros de altura, foi destruída por um raio em meados do século XVI. No local fica o sino patarina, trazido em 1200 de Viterbo, utilizado para convocar o conselho comunal ou para chamar uma assembleia popular em situações extraordinárias. O moderno sino, realizado no século XVIII, continua sendo chamado de Patarina e soa por ocasião da eleição de um novo prefeito (em italiano:  sincaco) de Roma e no aniversário da cidade, em 21 de abril. No alto da torre se projeta do pára-raios uma estátua da antiga padroeira da cidade, Minerva.

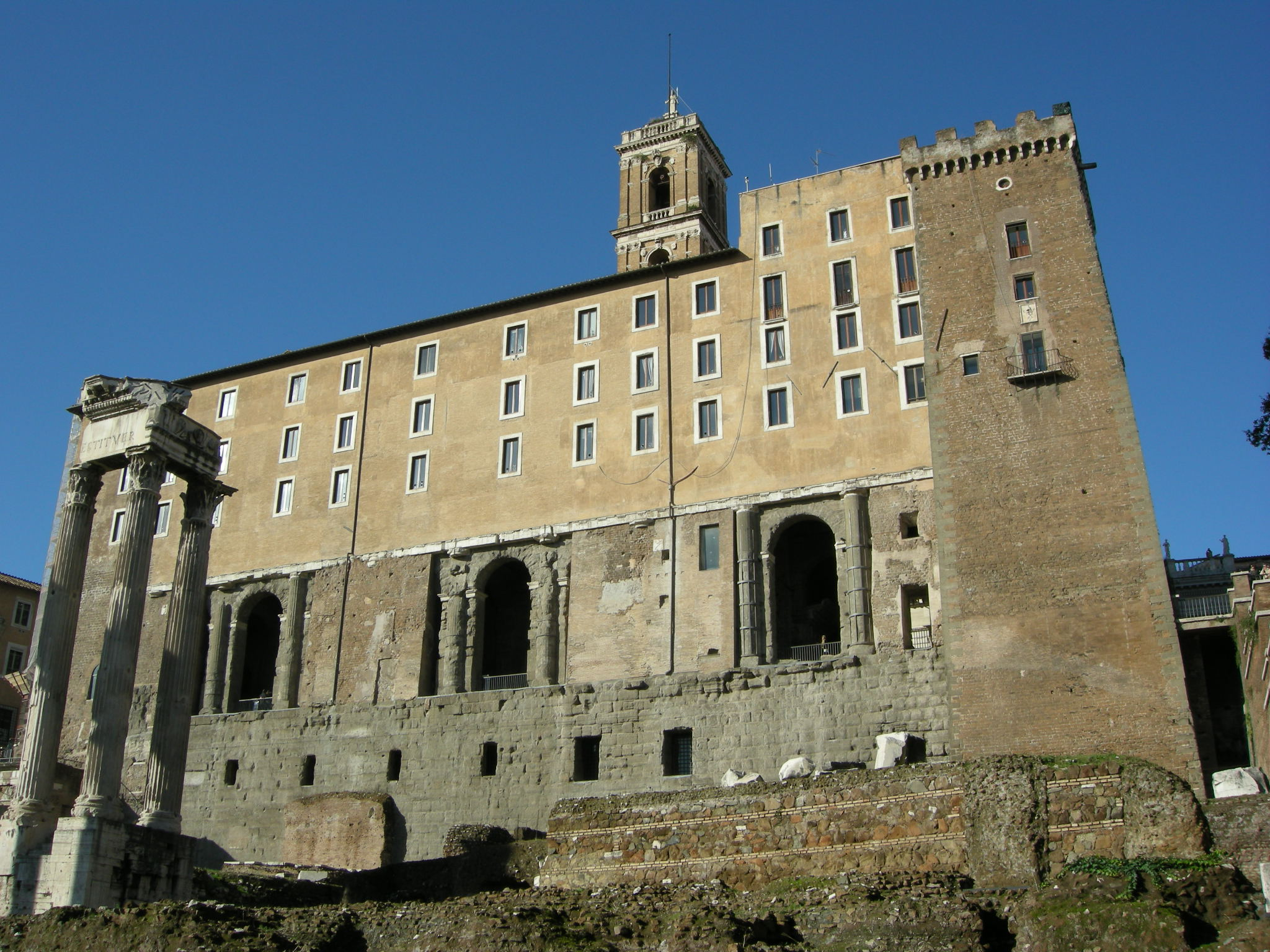
Vista posterior do palácio visto Fórum Romano, construído acima do Tabulário romano. À direita, a torre de Nicolau V, onde fica a residência do prefeito de Roma.

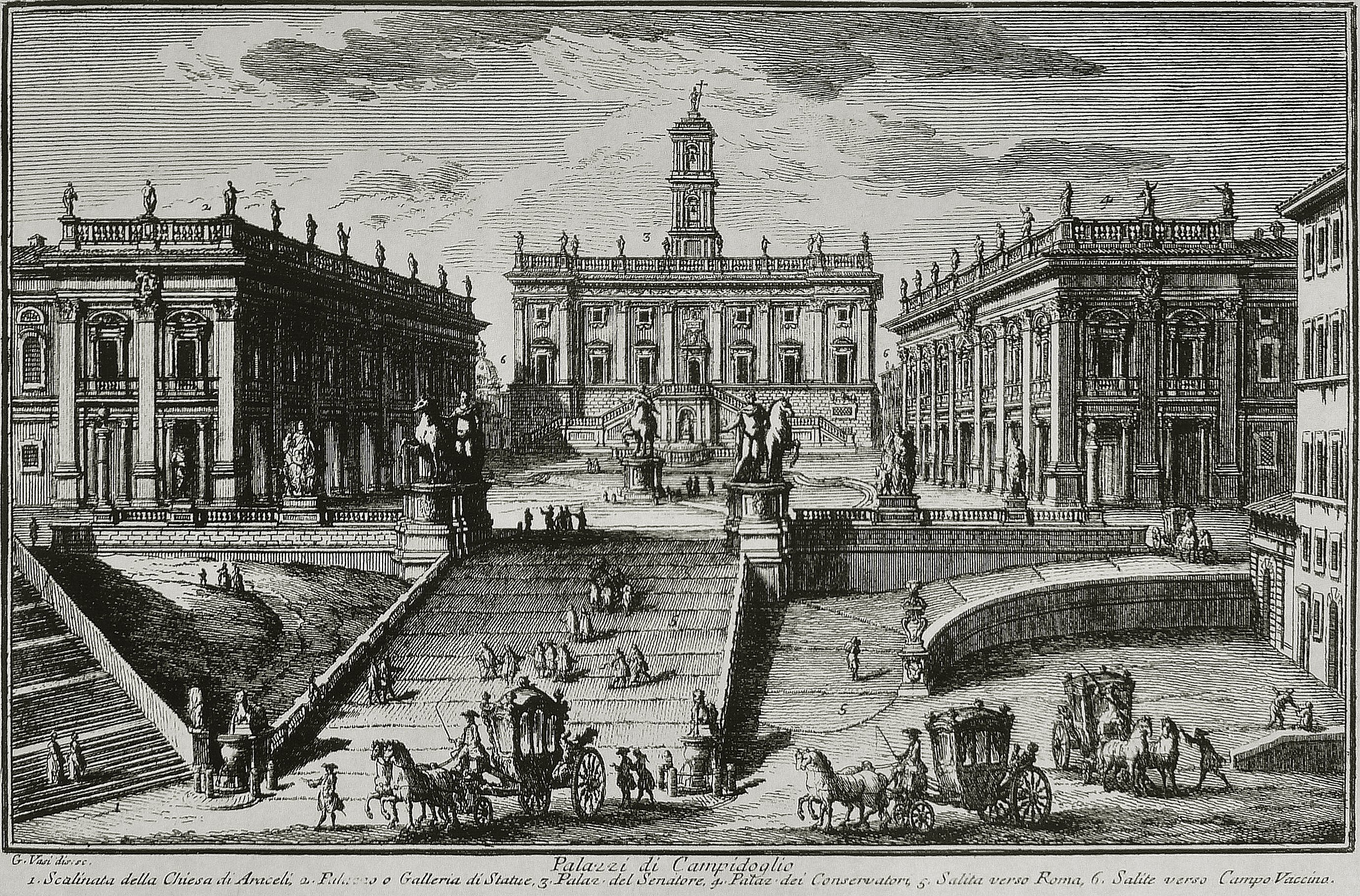
Gravura de Vasi (séc. XVIII) mostrando o palácio e a Cordonata Capitolina.

Recentemente, em uma das salas do palácio, foram recuperados afrescos, por um longo tempo escondidos e muitas vezes danificados ao longo dos séculos, pintados nos anos vinte ou trinta do século XIV. As imagens retratam "Cristo Triunfante", "Santos Pedro e Paulo" e traços de um halo que pertencia a uma "Virgem Maria". Alguns historiadores da arte defendem que eles são de autoria da oficina de Pietro Cavallini, outros, de Filippo Rusuti. 
Considerando o local da descoberta e que, na época, o palácio era a sede da autoridade administrativa máxima da cidade, parece verossímil que a obra seja de um dos melhores artistas da comuna. A presença de um símbolo nobiliárquico, na forma de uma coluna, e a figura de São Pedro, fez com que alguns defendessem uma encomenda da família Colonna, especificamente o cardeal Pedro Colonna. Esta tese, porém, faria com que a obra fosse datada no final do século XIII, entre 1288 e 1297.

## Interior
São de notável interesse diversas outras salas no interior do palácio, principalmente o "Escritório do Prefeito" (Studio dal Sindaco), que fica na torre do papa Nicolau V, construída em 1453 para defender o palácio, a "Sala do Conselho" (Aula Consiliare), que conserva uma estátua de Júlio César do século I a.C. e, por isto, chamada também de "Sala de Júlio César", com seu piso em mosaico proveniente de Óstia Antiga, antiga sede do tribunal do senado e hoje a sala onde se reúne o Conselho Comunal de Roma. Há também a "Sala das Bandeiras" (Sala delle Bandiere), assim chamada por ter conservado as bandeiras dos quatorze quartieri da guarda cívica instituída pelo papa Pio IX em 1847, que abriga hoje as reuniões da Junta Comunal.